# De vogelmannen van Gor
De vogelmannen van Gor (Engels: Tarnsman of Gor) is een sciencefictionroman uit 1967 van de Amerikaanse schrijver John Norman en het eerste boek in de Gor-serie.

## Verhaal
Tarl Cabot, geboren in het Engelse plaatsje Bristol, genoot een gedegen opleiding, onder andere aan de universiteit van Oxford. Na zijn school afgemaakt te hebben vertrekt hij naar de staat New Hampshire in de Verenigde Staten, waar hij een baantje als geschiedenisleraar aanneemt. Tijdens een korte vakantie onderneemt hij een voettocht door de White Mountains waar hij een aan hem gerichte brief vindt. Hij wordt daar ook opgepikt en meegevoerd door een vliegende schotel. Op Gor aangekomen, wordt hij ontvangen door zijn vader die hij nooit gekend heeft, Matthew Cabot, de Administrator van Ko-Ro-Ba, een prachtige stad. Na een roerende kennismaking wordt hem verteld dat hij naar Gor is gehaald voor een speciale missie (het veroveren van de Thuissteen van Ar) en hiertoe moet hij zich trainen in krijgskunst en het temmen van de Tarn. Hij slaagt in zijn opdracht en ontmoet op dit avontuur voor de eerste maal Talena, zijn toekomstige vrouw.